# Gross-out
Gross-out es un subgénero de filmes cómicos basados en humor escatológico, desarrollado durante la década de 1970. Entre sus precursores se encuentra Pink Flamingos de John Waters y Sillas de montar calientes de Mel Brooks. El filme que es considerado como el primero del género fue Desmadre a la americana de John Landis, que fue todo un éxito en la taquilla. Desde los años 80, las comedias del género gross-out se volvieron más populares y se volvieron en modelo para futuros filmes como There's Something About Mary, American Pie, EuroTrip y otros.
- Datos: Q3778115